# Julius van Brunswijk-Wolfenbüttel
Julius van Brunswijk-Wolfenbüttel (Wolfenbüttel, 29 juni 1528 - aldaar, 3 mei 1589) was van 1568 tot aan zijn dood hertog van Brunswijk-Wolfenbüttel en van 1584 tot aan zijn dood hertog van Brunswijk-Calenberg-Göttingen.  Hij behoorde tot het Middelste Huis Brunswijk.

## Levensloop
Julius was de jongste overlevende zoon van hertog Hendrik II van Brunswijk-Wolfenbüttel en diens echtgenote Maria, dochter van Hendrik van Württemberg, graaf van Montbéliard. 
Als jongste zoon was het de bedoeling dat hij een kerkelijke loopbaan zou volgen. Hij studeerde aan de universiteiten van Keulen en Leuven. In 1550 ondernam hij een grand tour door Frankrijk en begon hij een persoonlijke collectie boeken uit te bouwen, die de basis zou vormen van de latere Herzog August Bibliothek in Wolfenbüttel. Op voorstel van zijn vader werd Julius op 23 april 1553 door de kapittel van de Dom van Minden verkozen tot prins-bisschop van Minden. Omdat de paus zijn verkiezing echter niet bevestigde, trad hij in 1554 al af als bisschop.
In 1553 sneuvelden zijn twee oudere broers in de Slag bij Sievershausen tegen markgraaf Albrecht Alcibiades van Brandenburg-Kulmbach, waardoor Julius plots erfopvolger van Brunswijk-Wolfenbüttel werd. Dit beviel zijn vader niet, wegens zijn zwakke lichaamsbouw en zijn sympathieën voor de Franse cultuur en het protestantisme. Julius vermeed een openlijk conflict met zijn vader door tijdelijk in het kasteel van Hessen te wonen. Nadat zijn vader er niet in slaagde om hem uit te sluiten van de erfopvolging, volgde Julius hem na zijn dood in 1568 op als hertog van Brunswijk-Wolfenbüttel.
In tegenstelling tot wat zijn vader dacht, was Julius wel degelijk een capabel heerser. Hij introduceerde onmiddellijk de Reformatie in zijn gebieden en voerde een belastinghervorming door die de rechten van boeren tegenover de edelen verbeterden. Ook voerde hij een militie in, waarbij elk gezinshoofd een wapen kreeg en moest deelnemen aan militaire training, en hervormde hij het rechtsstelsel. 
Julius voerde een mercantilistische politiek en promootte hierdoor de handel en vooral de mijnbouw. De koper- en loodwinning in het Harzgebergte bloeide en er werden veel nieuwe mijnen geopend. Julius zelf schreef een boek over het gebruik van mergel. Om de verkoop van mijnproducten te bevorderen, investeerde hij in de verbetering van wegen en rivieren. In 1577 werd de Okerrivier bevaarbaar gemaakt tussen het Harzgebergte en de wapenarsenalen in Wolfenbüttel. Op 15 oktober 1576 opende Julius plechtig de Academia Julia, de eerste universiteit van de staat in Helmstedt, die de protestantse geestelijkheid moest opleiden voor de nieuw hervormde staat volgens de lutheraanse kerkorde. Als protestantse vorst ondertekende hij in 1577 de Concordiënformule en in 1580 het Concordiënboek.
In 1581 kocht hij het Palazzo Vendramin-Calergi aan het Canal Grande in Venetië, een van Julius' favoriete steden. Hij kocht het paleis voor 50.000 dukaten van de familie Loredan, die toen in financiële moeilijkheden verkeerde. Twee jaar later verkocht hij het paleis echter aan Guglielmo I Gonzaga, hertog van Mantua. Ook had hij de Nederlandse architect Hans Vredeman de Vries in dienst, die in zijn residentie in Wolfenbüttel een grachtennetwerk aanlegde. 
In 1571 breidde Julius zijn gebieden uit met de oostelijke exclave Calvörde en in 1582 met delen van het graafschap Hoya. Na de dood van zijn neef Erik II in 1584 erfde hij tevens het hertogdom Brunswijk-Calenberg-Göttingen. In mei 1589 overleed Julius op 59-jarige leeftijd.

## Huwelijk en nakomelingen
Op 25 februari 1560 huwde hij met Hedwig (1540-1602), dochter van keurvorst Joachim II Hector van Brandenburg. Ze kregen elf kinderen:
- Sophia Hedwig (1561-1631), huwde in 1577 met hertog Ernst Lodewijk van Pommeren
- Hendrik Julius (1564-1613), hertog van Brunswijk-Wolfenbüttel
- Maria (1566-1626), huwde in 1582 met hertog Frans II van Saksen-Lauenburg
- Elisabeth (1567-1618), huwde eerst in 1581 met graaf Adolf XI van Schaumburg en daarna in 1604 met hertog Christoffel van Brunswijk-Harburg
- Filips Sigismund (1568-1623), prins-bisschop van Verden en Osnabrück
- Margaretha (1571-1580)
- Joachim Karel (1573-1615), domproost van Straatsburg
- Sabina Catharina (1574-1590)
- Dorothea Augusta (1577-1625), abdis van de Abdij van Gandersheim.
- Julius August (1578-1617), abt van het klooster Michaelstein
- Hedwig (1580-1657), huwde in 1621 met hertog Otto III van Brunswijk-Harburg

## Voorouders
| Overgootouders                                | Willem II van Brunswijk-Wolfenbüttel (1425-1503) ∞ Elisabeth van Stolberg-Wernigerode (1428–1521) | Willem II van Brunswijk-Wolfenbüttel (1425-1503) ∞ Elisabeth van Stolberg-Wernigerode (1428–1521) | Erik II van Pommeren (1425–1474) ∞ Sophia van Pommeren-Stolp (-1497)                  | Erik II van Pommeren (1425–1474) ∞ Sophia van Pommeren-Stolp (-1497)                  | Ulrich V van Württemberg (14134–1480) ∞ Elisabeth van Beieren (1419-1451)             | Ulrich V van Württemberg (14134–1480) ∞ Elisabeth van Beieren (1419-1451)             | Johan VII van Salm (-) ∞ ? (-)                                                        | Johan VII van Salm (-) ∞ ? (-)                                                        |
| Grootouders                                   | Hendrik I van Brunswijk-Wolfenbüttel (1463-1514) ∞ Catharina van Pommeren (–1526)                 | Hendrik I van Brunswijk-Wolfenbüttel (1463-1514) ∞ Catharina van Pommeren (–1526)                 | Hendrik I van Brunswijk-Wolfenbüttel (1463-1514) ∞ Catharina van Pommeren (–1526)     | Hendrik I van Brunswijk-Wolfenbüttel (1463-1514) ∞ Catharina van Pommeren (–1526)     | Hendrik van Württemberg (1448–1519) ∞ Eva von Salm (-1521)                            | Hendrik van Württemberg (1448–1519) ∞ Eva von Salm (-1521)                            | Hendrik van Württemberg (1448–1519) ∞ Eva von Salm (-1521)                            | Hendrik van Württemberg (1448–1519) ∞ Eva von Salm (-1521)                            |
| Ouders                                        | Hendrik II van Brunswijk-Wolfenbüttel (1489-1568) ∞ Maria van Württemberg (1496–1551)             | Hendrik II van Brunswijk-Wolfenbüttel (1489-1568) ∞ Maria van Württemberg (1496–1551)             | Hendrik II van Brunswijk-Wolfenbüttel (1489-1568) ∞ Maria van Württemberg (1496–1551) | Hendrik II van Brunswijk-Wolfenbüttel (1489-1568) ∞ Maria van Württemberg (1496–1551) | Hendrik II van Brunswijk-Wolfenbüttel (1489-1568) ∞ Maria van Württemberg (1496–1551) | Hendrik II van Brunswijk-Wolfenbüttel (1489-1568) ∞ Maria van Württemberg (1496–1551) | Hendrik II van Brunswijk-Wolfenbüttel (1489-1568) ∞ Maria van Württemberg (1496–1551) | Hendrik II van Brunswijk-Wolfenbüttel (1489-1568) ∞ Maria van Württemberg (1496–1551) |
| Julius van Brunswijk-Wolfenbüttel (1528-1589) |                                                                                                   |                                                                                                   |                                                                                       |                                                                                       |                                                                                       |                                                                                       |                                                                                       |                                                                                       |